# Mykolaïvka (Crimée)
Pour les articles homonymes, voir Mykolaïvka (homonymie).
Mykolaïvka (en ukrainien : Миколаївка), Nikolaïevka (en russe : Николаевка) ou Nikolayevka (en tatar de Crimée) est une commune urbaine de la république autonome de Crimée, en Ukraine, occupée par la Russie depuis 2014. Sa population s'élevait à 2 761 habitants en 2013.

## Géographie
Mykolaïvka est située à 40 km à l'ouest de Simferopol, au bord de la mer Noire et à l'ouest de la péninsule de Crimée.

## Histoire
Mykolaivka a été fondée par des immigrants russes et ukrainiens en 1858, anciens combattants de la guerre de Crimée. Pendant la Seconde Guerre mondiale, le village fut occupé par l'Allemagne nazie d'octobre 1941 au 13 avril 1944. Mykolaïvka a le statut de commune urbaine depuis 1988.

## Population

### Démographie
Recensements (*) ou estimations de la population :
| 1926* | 1989* | 2001* | 2009  |
| ----- | ----- | ----- | ----- |
| 730   | 2 467 | 2 672 | 2 708 |

| 2010  | 2011  | 2012  | 2013  |
| ----- | ----- | ----- | ----- |
| 2 720 | 2 723 | 2 735 | 2 761 |

### Nationalités
Au recensement de 1926, la population comprenait : 90,3 % d'Ukrainiens, 6,8 % de Russes, 1 % de Biélorusses, 1 % de Tatars de Crimée et 0,5 % de Juifs.
Au recensement de 1989, la population comprenait : 65,6 % de Russes, 29 % d'Ukrainiens, 3 % de Biélorusses, 0,7 % de Polonais, 0,4 % de Tatars de Crimée, 0,4 % de Grecs, etc.